# 尹昌隆
尹昌隆（？—1417年），字彦谦，江西泰和人，明朝政治人物。榜眼及第。

## 生平
洪武二十九年（1396年），尹昌隆中應天府鄉試第一名（解元）。洪武三十年，聯捷春榜一甲第二名（榜眼）。授翰林院修撰，改监察御史。
建文年间，有次建文帝因生病晚上朝，尹昌隆對皇帝提出了批評，但建文帝沒有因此生氣，反而公開了奏文和表揚尹昌隆，但後來他因為「地震」上言，被贬为福宁县知县。
靖難之變時，他上奏勸建文帝向燕王朱棣求和，朱棣攻入金陵，尹昌隆被列為奸臣，本要處死，但尹昌隆出示了當年的奏章，於是被赦免，擔任了世子朱高熾之師，爾後世子進為太子，尹昌隆也升為中允，解縉被罷免後，昌隆升為禮部主事，永樂十五年（1417年），他又得罪了尚书吕震，被诬陷下狱伏誅。

## 著作
有《訥菴集》八卷。

## 延伸阅读
[在维基数据编辑]
 《國朝獻徵錄·卷之三十五》，出自焦竑《國朝獻徵錄》
 《明史卷一百六十二》，出自《明史》